# Ciudad Jardín
Ciudad Jardín és un barri del districte de Chamartín (Madrid). Limita al nord amb el barri d'Hispanoamérica, al sud i est amb el de Prosperidad i a l'est amb el d'El Viso. Se situa entre el carrer Príncipe de Vergara, el carrer de Costa Rica i el carrer López de Hoyos.

## Història
La història del barri de Ciudad Jardín i del de Prosperidad es troben lligades, en tractar-se històricament del mateix nucli urbà de Chamartín de la Rosa.

## Demografia
| 2003   | 2004   | 2005   | 2006   | 2007   | 2008   | 2009   | 2010   |
| 19.045 | 18.975 | 18.877 | 19.053 | 18.823 | 18.919 | 19.042 | 19.002 |
| ------ | ------ | ------ | ------ | ------ | ------ | ------ | ------ |

## Transports
Metro de Madrid:
- Estació de Prosperidad : comuna als barris de Prosperidad i Ciudad Jardín.
- Estació d'Alfonso XIII : comuna als barris de Prosperidad i Ciudad Jardín.
- Estació de Cruz del Rayo
- Estació de Concha Espina